# Nicolaas Gomolka
Nicolaas Gomolka (Kraków, ca. 1539 - Jazłowiec, 5 maart 1609) was een Pools componist en musicus.
Gomolka werd bekend vanwege zijn rol in de ontwikkeling van de meerstemmige Poolse kerkmuziek. Zijn composities van het volledige psalter van 150 psalmen is een belangrijk nationaal cultuurbezit in Polen. Hij studeerde in Italië, waar hij onder invloed kwam van de muziek van Giovanni Pierluigi da Palestrina. Op diens stijl borduurde hij voort.